# Liste der Ramsar-Gebiete in Bulgarien
Die Ramsar-Gebiete in Bulgarien umfassen insgesamt elf Feuchtgebiete mit einer Gesamtfläche von 49.397 ha, die unter der Ramsar-Konvention registriert sind (Stand April 2022). Das nach dem Ort des Vertragsschlusses, der iranischen Stadt Ramsar, benannte Abkommen ist eines der ältesten internationalen Vertragswerke zum Umweltschutz. In Bulgarien trat die Ramsar-Konvention am  24. Januar 1976 in Kraft.
Zu den Ramsar-Gebieten Bulgariens zählen verschiedenste Typen von Feuchtgebieten wie Feuchtwiesen und Marschland, Flüsse, Bäche, Kanäle, Süß- und Brackwasserseen, Grundwassersysteme, Seegraswiesen, Küstenlinien, Inseln und Wattflächen, Lagunen, Süßwasserquellen und saisonale Tümpel, Laub- und Nadelwälder, Salzseen, Wasserfälle und große Karstareale aus Dinarischem Karst.
Im Folgenden sind alle Ramsar-Gebiete Bulgariens alphabetisch aufgelistet.
| Nr. | Name des Gebiets             | Bild            | Ramsar-Gebietsnr. | Ausweisungs- datum | Fläche (ha) | Höhe (m) | Management- plan | Region                                                    | Lage                     |
| --- | ---------------------------- | --------------- | ----------------- | ------------------ | ----------- | -------- | ---------------- | --------------------------------------------------------- | ------------------------ |
| 1   | Atanassow-See                |                 | 292               | 28. Nov. 1984      | 1995,100    | 1        | Ja               | Burgas                                                    | 42,565° N, 27,47472° O   |
| 2   | Belene (Insel)               |                 | 1226              | 24. Sep. 2002      | 18330       | 21–52    | Ja               | Weliko Tarnowo und Plewen                                 | 43,65833° N, 25,14944° O |
| 3   | Burgas-See                   |                 | 1230              | 11. Nov. 2002      | 2900        | 0–1      | Ja               | Burgas                                                    | 42,49549° N, 27,34716° O |
| 4   | Dragoman Marsh Karst Complex |                 | 1970              | 11. Feb. 2011      | 14941       | 704–1198 | Ja               | Dragoman, Godetsch, Sliwniza, Kostinbrod und Oblast Sofia | 42,92139° N, 23,05972° O |
| 5   | Durankulak See               |                 | 293               | 28. Nov. 1984      | 1370,800    | 4        | Ja               | Oblast Dobritsch und Schabla                              | 43,67929° N, 28,54523° O |
| 6   | Ibischa Insel                | Bild gesucht BW | 1227              | 24. Sep. 2002      | 3365        |          | Ja               | Montana                                                   | 43,81966° N, 23,53238° O |
| 7   | Poda                         |                 | 1228              | 24. Sep. 2002      | 307         | 0–2      | Ja               | Burgas                                                    | 42,45032° N, 27,46204° O |
| 8   | Pomorie Wetland Complex      |                 | 1229              | 24. Sep. 2002      | 922         | 0–1      | Ja               | Burgas                                                    | 42,59556° N, 27,62611° O |
| 9   | Ropotamo Complex             |                 | 65                | 24. Sep. 1975      | 3384,600    |          | Ja               | Primorsko und Sosopol                                     | 42,31375° N, 27,74219° O |
| 10  | Schabla See                  |                 | 801               | 13. März 1996      | 417,900     | 1        | Ja               | Oblast Dobritsch und Schabla                              | 43,57694° N, 28,56694° O |
| 11  | Srébarna                     |                 | 64                | 24. Sep. 1975      | 1464        | 2–102    | Ja               |                                                           | 44,11212° N, 27,07287° O |